# Thuidiopsis strictula
Thuidiopsis strictula là một loài rêu trong họ Thuidiaceae. Loài này được (Cardot) Broth. mô tả khoa học đầu tiên năm 1925.